# Президентські візити США до СРСР та Росії
У цій статті зібрані усі візити президентів США до СРСР та Російської Федерації. Усі візити починаються з 1945 року до теперішнього часу. Цікаво, що після закінчення каденції Барака Обами, більше ніхто з президентів США не приїзджав до Росії з візитом. 

## Франклін Рузвельт

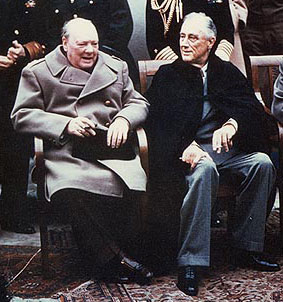
Рузвельт з Черчиллем під час Ялтінської конференції

### Ялтинська конференція
Франклін Делано Рузвельт був першим президентом США, який відвідав СРСР.  Перший візит стався 4 лютого 1945 року в Ялті, де проходила Ялтинська конференція, у якій брали участь прем'єр-міністр Великої Британії, Вінстон Черчилль та голова Ради Міністрів СРСР Йосип Сталін. Візит Рузвельта продовжувався до 11 лютого, після чого він поїхав назад до США. 
Після візиту Рузвельт погано себе почував і 12 квітня 1945 року помер.

## Річард Ніксон

### Перший візит за доби Холодної війни та ОСВ-1
Через Холодну війну, президенти США довгий час не планували візити до СРСР, але у травні 1972 року, 37-ий Президент США Річард Ніксон зі своєю дружиною Тельмою Кетрін Райян прибули до СРСР для зустрічі з тодішнім головою ЦК КПРС Леонідом Брежнєвим. Під час зустрічі, Ніксон та Брежнєв підписали договір ОСВ-1 (Договір про обмеження стратегічного озброєння).

## Джеральд Форд

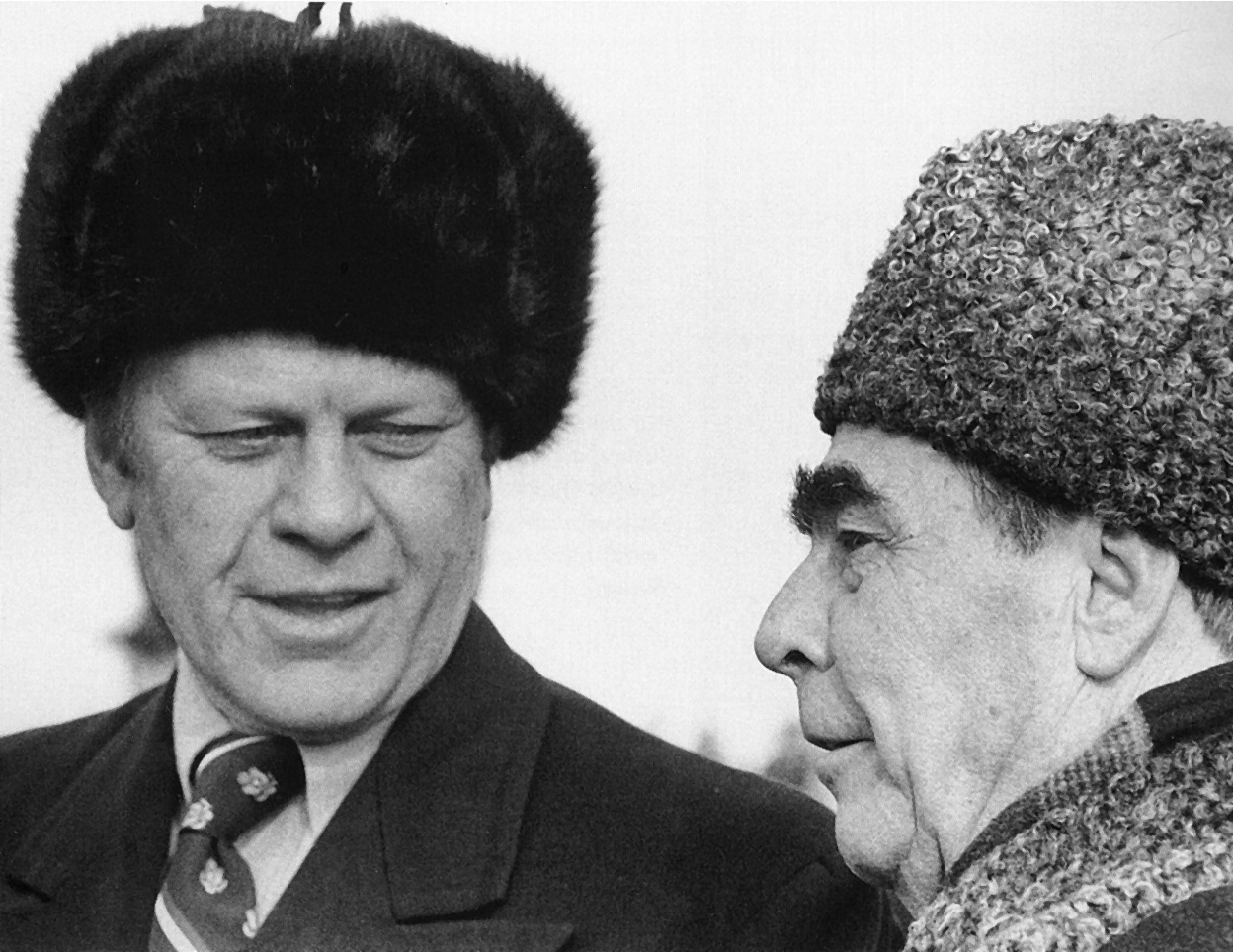
Джеральд Форд і Леонід Брежнєв, 1974 рік

### Підготовка до ОСВ-2 та підписання Гельсінських угод
У 1974 році новий президент США Джеральд Форд прибув до СРСР та зустрівся з Леонідом Брежнєвим у Владивостоці для узгодження заходів щодо підписання ОСВ-2 та кількісні «стелі» на деякі види міжконтинентальних балістичних ракет. Але ОСВ-2 було підписано Джиммі Картером, майбутнім президентом США, натомість Джеральд Форд підписав з країнами Європи, СРСР та країнами Варшавського Договору Гельсінські угоди (Заключний акт щодо безпеки та співробітництві в Європі) під час візиту в Фінляндії, в 1975 році за два роки до складення своїх повноважень. Гельсінські угоди сприяли зниженню міжнародної напруги у 70-х роках XX століття, тому саме ця угода є однією з видатних заслуг Джеральда Форда під час його каденції.

## Рональд Рейган

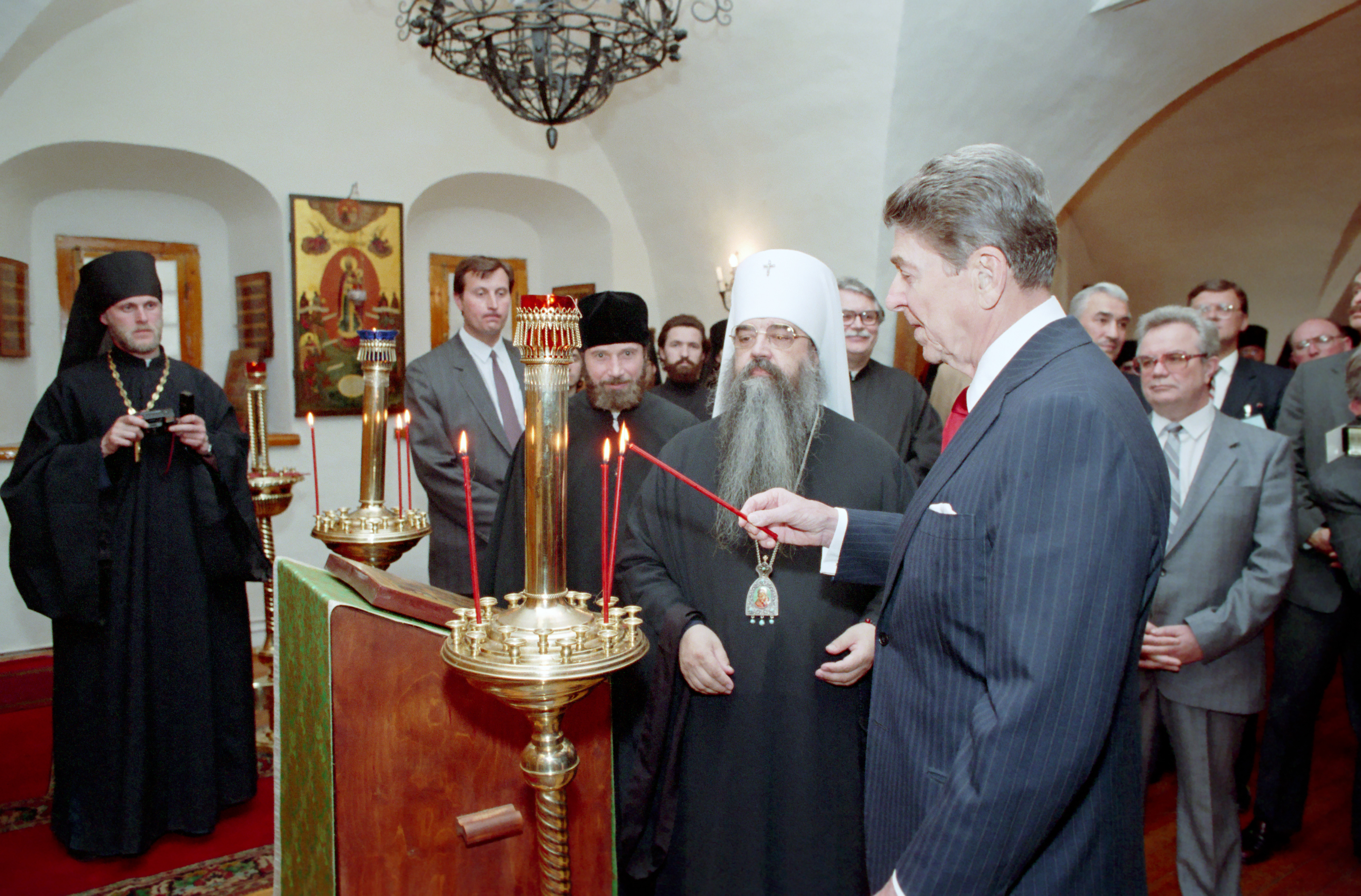
Рональд Рейган в Свято-Данилівському Монастирі, 1988 рік

### 1988 рік і Свято-Даніловський Монастир
Влітку, 1988 року, Рональд Рейган, за рік до закінчення терміну його каденції, приїхав в Москву для продовження переговорів про підписання договору РСМД (Договір про ліквідацію ракет малої та середньої дальності), яка послабила напругу між США та СРСР після зростання її між двома державами під час Афганської війни. Також під час свого візиту, Рейган відвідав Свято-Даниловський монастир, який на той час реставрувся.

## Джордж Буш-старший

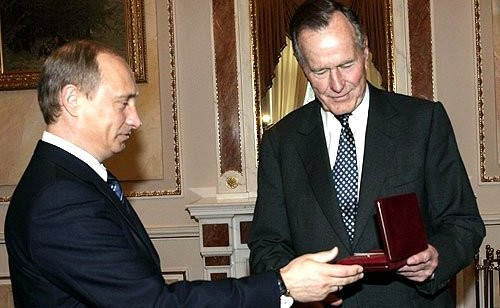
Джордж Буш і Володимир Путін під час зустрічі в Москві, 2001 рік

### Підтримка Горбачова та «Котлета по-київськи»
До свого каденства, як президента США, він був в СРСР, декілька разів, 1982, 1984 та 1985-их роках на похованнях радянських лідерів Брежнєва, Андропова та Черненко, а вже під час каденства, він наніс візит в липні-серпні 1991 року, де приїхав спочатку в столицю СРСР-Москву на саміт з Горбачовим, а потім в столицю УРСР-Київ, за 23 дні до проголошення Верховною Радою УРСР незалежності України. Під час свого спічу, він підтримав тодішнього президента СРСР Михайла Горбачова і застеріг українців від «самовбивчого націоналізму». Такі тези обурили українців і через цей промах спіч дістав назву «Котлета по-київськи».                                                                                                                                                                                                                                                   Після цього, він відвідував Росію, але вже після складання повноважень президента США. У 2001 році, він зустрівся з президентом Російської Федерації, Володимиром Путіним.

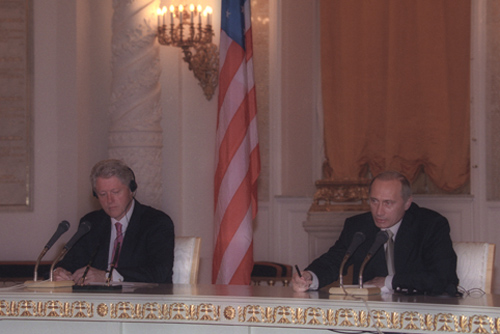
Володимир Путін та Білл Клінтон, 2001 рік.

## Білл Клінтон

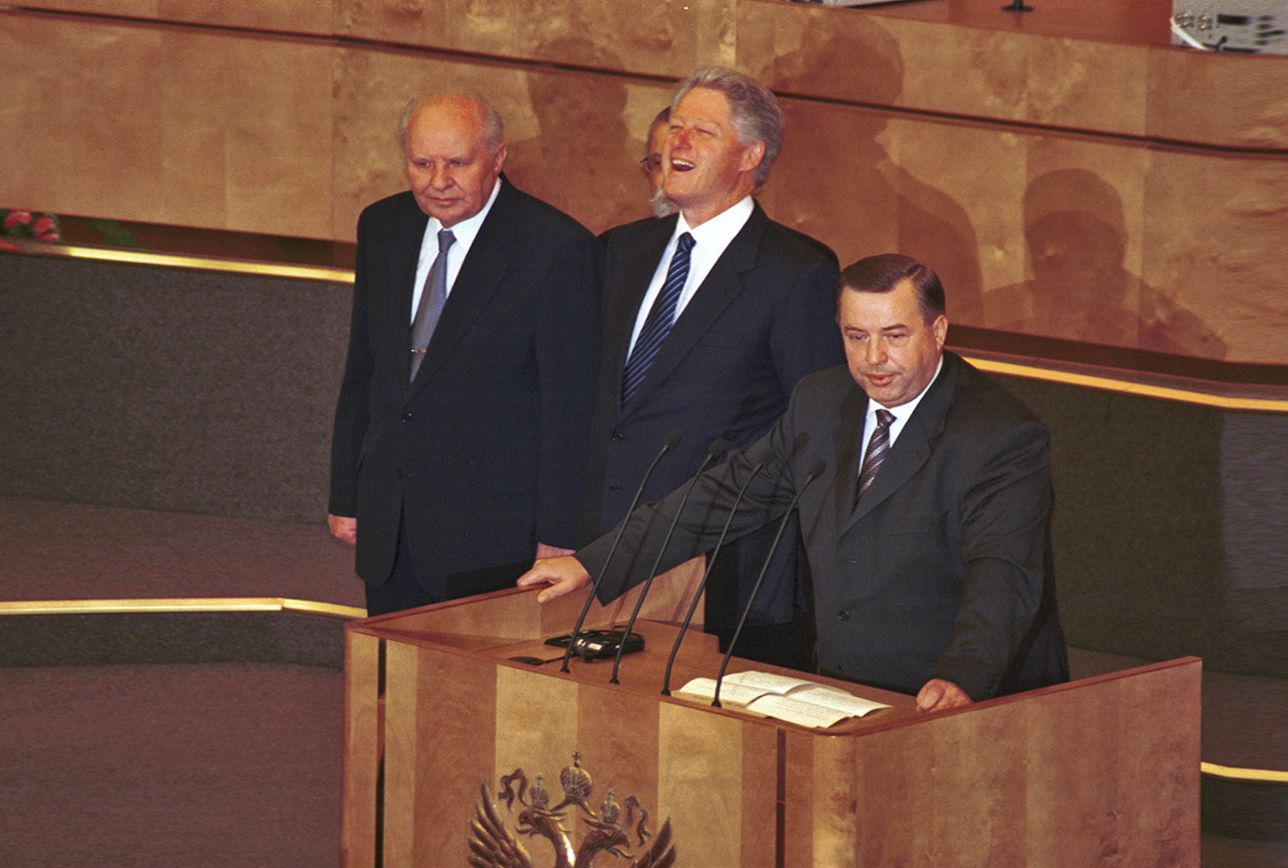
Білл Клінтон в Держдумі РФ з Єгором Строєвим та Геннадієм Сєлєзньовим, 2001 рік

### Президент, який наносив візити найчастіше
Після закінчення каденції Буша-старшого, на його місце прийшов Білл Клінтон, який приїхав до Москви у січні 1994 року. Під час візиту, він зустрівся з тодішнім президентом РФ Борисом Єльциним та його дружиною Наїною Єльциною. Також була організована тристороння зустріч з президентом України Леонідом Кравчуком, де підіймалися питання про гарантію безпеки України (Будапештський меморандум). Також запам'ятався візит Клінтона у 2001 році, де він зустрічався з Путіним та виступив зі своїм спічем у Держдумі РФ. Усього Білл був в Росії 5 разів.

## Джордж Буш-молодший

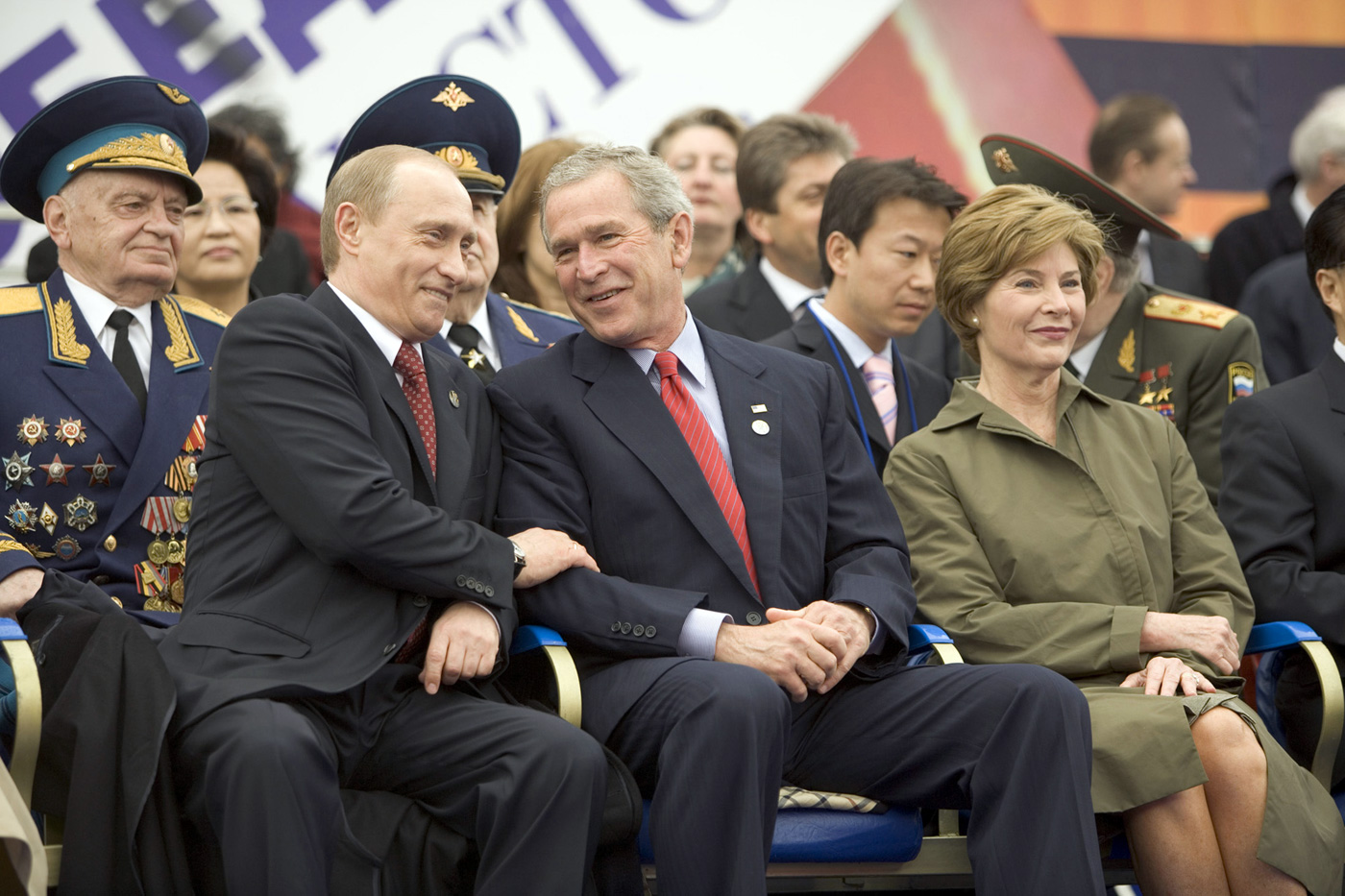
Володимир Путін і Джордж Буш під час параду на Червоній Площі, 2005 рік

### Співпраця та парад Перемоги
Якщо Джордж Буш-старший часто наносив візити в Росію, то його син Джордж Буш-молодший — рідше. Вперше він приїхав в Росію у травні 2002 року, де підписали деякі документи про співпрацю між США та РФ. Вдруге, він наніс візит у 2005 році, через святкування 60-річчя Дня Перемоги над фашизмом в Європі та парад на честь свята на Червоній Площі.

## Барак Обама

### СНО-ІІ та саміт G20
Барак Обама вперше провів візит в Росію майже одразу після обрання його Президентом США, в травні 2009 року, де зустрівся з президентом РФ Дмитром Медведєвим та провів переговори щодо підписання нового договору щодо скорочення СНО (Стратегічних наступальних озброєнь). Після разом зі своєю дружиною, він відправився на урочисту вечерю з Медведєвими.
Вдруге, Барак приїхав до Росії у вересні 2013 року на саміт Великої Двадцятки, а також зустрітися з російськими правозахисниками. 

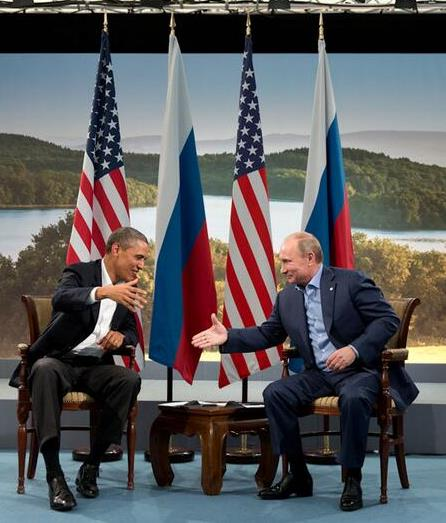
Володимир Путін і Барак Обама під час саміту G20, 2013 рік

Після закінчення каденції, Барак не був в Росії.